# 클라로산바위왈라비
클라로산바위왈라비(Mount Claro rock-wallaby) 또는 샤만바위왈라비(Sharman's rock-wallaby, Petrogale sharmani)는 캥거루과에 속하는 바위왈라비속 유대류의 일종이다. 오스트레일리아 퀸즐랜드주 북동부 지역에서 발견된다. 갓맨바위왈라비(P. godmani)와 허버트바위왈라비(P. herberti) 등을 포함하는 7종의 바위왈라비 근연종 중의 하나이다.

## 특징
몸 크기는 43~53cm이고 꼬리 길이는 약 50cm이다. 몸무게는 3.6~4.8kg이다. 상체는 회색빛 갈색이다. 퀸즐랜드 주에서 발견되는 다른 6종의 근연종들과 아주 조금 다르다. 이 차이는 유전학 연구(20개의 염색체를 갖고 있다.)를 통해서 발견되었다. 바위왈라비속 중에서 가장 작고, 희귀종 중의 하나이다.

## 서식지
클라로산바위왈라비는 퀸즐랜즈 주 바위왈라비군 중에서 가장 작고, 분포 지역도 가장 작다. 시뷰 산맥과 잉햄 서부 코엔 산맥에서만 완전히 제한적으로 서식한다.

## 먹이
풀 새싹과 과일, 씨앗을 먹으며, 손을 꽃을 뜯어 먹는다.